# Ankara

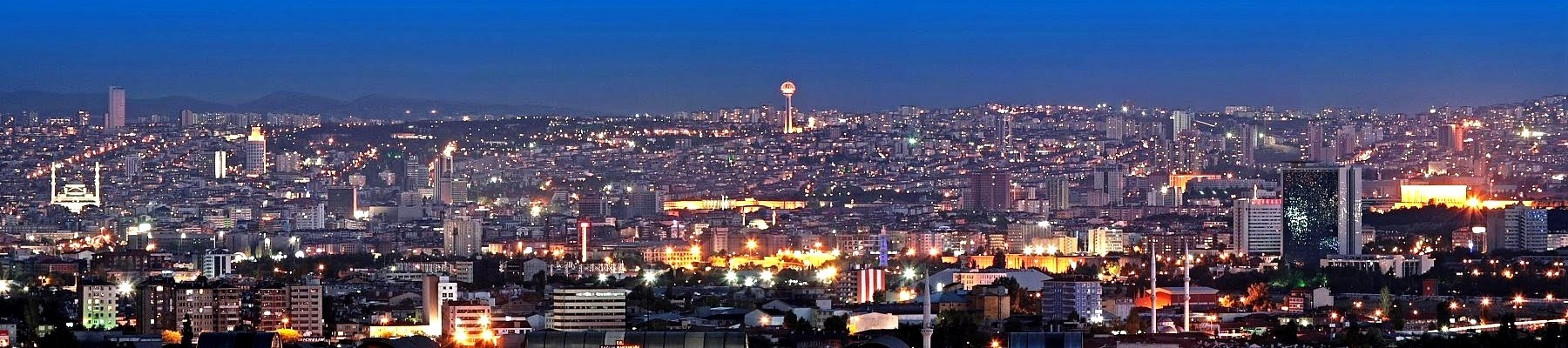
Panorama Ankary

Ankara (wcześniej Angora, łac. Ancyra, gr. Ἄγκυρα, „kotwica”) – miasto w środkowej Turcji, będące jej stolicą od 1923 roku. Jest po Stambule drugim co do wielkości miastem Turcji. Położone na wysokości 938 m n.p.m.
Leżąca w środkowej Anatolii Ankara jest ważnym ośrodkiem handlowym i przemysłowym, siedzibą rządu państwa oraz wszystkich ambasad. W przeszłości znana była z hodowli kóz angora, kotów angora oraz białych królików angora, gruszek, miodu i winogron.
Miasto nad rzeką Ankara Çayı, będącą dopływem rzeki Sakarya, usytuowane jest w najsuchszym rejonie Turcji i otoczone jałowymi stepami. W okolicach znajdują się liczne stanowiska archeologiczne: hetyckie, frygijskie, greckie, rzymskie, bizantyńskie oraz z okresu panowania osmańskiego.

## Historia

### Starożytność
Najstarsze zabytki osadnicze Ankary należą do ludu Hatti, który zamieszkiwał te obszary w epoce brązu; miasto nosiło wówczas nazwę Ankuwash. Od około 1000 roku p.n.e. zamieszkiwali je Frygowie i za ich czasów znacznie się rozrosło. Z tego okresu pochodzi legenda o założeniu miasta przez króla Midasa.
Następnie miasto przeszło pod panowanie Lidyjczyków, a później Persów. W 333 roku p.n.e. zostało zdobyte przez Aleksandra Wielkiego, który przybył z Gordion i zatrzymał się na pewien czas w Ankarze. Po jego śmierci w 323 roku p.n.e. i podziale jego imperium pomiędzy wodzów, miasto przypadło w udziale Antygonowi. Kolejny znaczny jego rozwój przypada na okres panowania Greków z Pontu, kiedy to stało się ono ważnym centrum handlowym dla kupców znad Morza Czarnego, Krymu, Asyrii, Cypru i Libanu. W owym czasie nosiło już grecką nazwę Áγκυρα – Ankyra.
W 278 r. p.n.e. miasto wraz z całą środkową Anatolią zamieszkiwane było przez celtyckie plemię Galatów, którzy jako pierwsi uczynili z niego jeden z głównych ośrodków plemiennych – siedzibę Tektosagów. Celtowie stanowili warstwę wojowników sprawujących kontrolę nad miejscowymi Frygami, a język celtycki jako mowa utrzymał się na tym obszarze przez wiele wieków. Miasto znane wówczas pod nazwą Ancyra było stolicą celtyckiego królestwa Galacji, a następnie rzymskiej prowincji o tej nazwie podbitej przez Augusta w 25 r. p.n.e. Z tego okresu pochodzi tzw. Monumentum Ancyranum (świątynia Augusta i Romy), gdzie zachowały się „Akta Augusta” (Res gestae Divi Augusti) – inskrypcja wykuta w marmurze na ścianach świątyni.
Cesarz zdecydował o przekształceniu miasta w jedno z trzech głównych centrów administracyjnych środkowej Anatolii. W epoce imperium rzymskiego Ancyrę zamieszkiwało ok. 200 000 osób. Przez miasto przepływała rzeka Ankara. Na wzgórzu Çankaya (obecnie w centrum miasta) w XIX w. odkryto pozostałości rzymskiej willi w pobliżu obecnej siedziby prezydenta. Na wschodzie miasto sięgało do dzisiejszego Parku Gençlik i dworca kolejowego, na południu – do obecnego Uniwersytetu Hacettepe.
Znaczenie Ankary wynikało z korzystnego położenia na skrzyżowaniu szlaków handlowych z północnej Anatolii na południe oraz ze wschodu na zachód. W III wieku n.e. miasto uległo napaści Gotów z zachodu, a następnie Arabów. Przez dziesięciolecie było siedzibą władczyni Zenobii z Palmyry, która wykorzystała osłabienie cesarstwa rzymskiego dla utworzenia własnego państwa. Ponownie włączył miasto do imperium w 272 roku cesarz Aurelian. Rozbudowano wówczas system dróg w kierunku dzisiejszego Eskişehir. Ankara stanowiła duże centrum handlowe, ale również była głównym ośrodkiem administracji.
W tym okresie, podobnie jak w innych miastach środkowej Anatolii, również w Ankarze zaczęło pojawiać się chrześcijaństwo. Za czasów Dioklecjana nastąpiło nasilenie prześladowań chrześcijan, podczas których ofiarą padł m.in. biskup miasta – Klemens, lekarz Plato i jego brat Antiochus. W IV wieku Ankara była już miastem chrześcijańskim, w którym jednak dominował arianizm. W latach 362–363 cesarz Julian Apostata odwiedził je w swojej kampanii perskiej; z tego czasu pochodzi zabytek zwany Kolumną Juliana. Ancyra była miejscem kilku ważnych synodów (w 314, 358 i 375); w 375 r. spotkał się tu z biskupami ariańskimi św. Grzegorz z Nysy (który był w opozycji do herezji arianizmu). Miasto znane było wówczas również pod nazwą Angora. Pod koniec IV wieku stało się letnią rezydencją cesarzy bizantyńskich przybywających z Konstantynopola.

### Średniowiecze i nowożytność

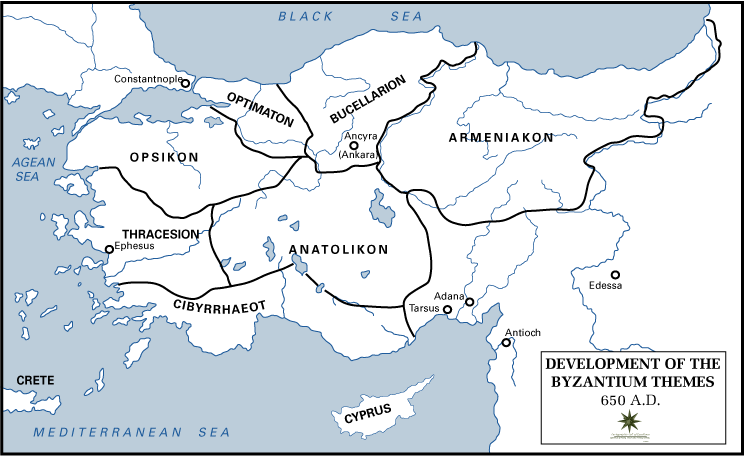
Podział bizantyńskiej Anatolii na temy ok. 650 r. U góry pośrodku tem Bucellarion (Bukelarion) ze stolicą Ancyrą

Od drugiej połowy VIII w. Ankara była stolicą bizantyńskiego temu Bucellarion (Bukelarion) i z górującą nad nią bizantyńską cytadelą miała wygląd typowego miasta greckiego. Istniało tam m.in. kilka kościołów, na które zamieniano także świątynie pogańskie; podobny los spotkał też słynną świątynię Romy i Augusta. Do 650 miasto było siedzibą biskupstwa, a następnie arcybiskupstwa. W latach 600–900 wielokrotnie opanowywane zarówno przez wrogów zewnętrznych cesarstwa, jak i wewnętrznych. W roku 620 przejściowo zajęli je Persowie. W 651 po raz pierwszy pojawili się Arabowie, którzy trzy lata później na krótko zajęli miasto. W 806 złupiły je wojska kalifa Harun ar-Raszida, zaś w 838 zostało zburzone przez wojska kalifa Al-Mutasima. Odbudowane w 859 przez cesarza Michała III, już w dwanaście lat później opanowane zostało przez paulicjan. Mimo to Ancyra pozostawała ważnym ośrodkiem bizantyńskim aż do XI wieku.
Kiedy seldżucki sułtan Alp Arslan pokonał wojska bizantyńskie w bitwie pod Manzikertem (1071), w 1073 zajął Ankarę i uczynił z niej ważny punkt oparcia. Dla chrześcijan odzyskał ją w 1101 Rajmund z Tuluzy, jednakże już w 1127 zajęta została przez emira Ghazi z tureckiej dynastii Daniszmendydów. Następnie o Ankarę walczyli przedstawiciele miejscowych turkmeńskich dynastii – anatolijscy Seldżucy i Daniszmendydzi; ostatecznie przypadła ona w 1143 tym pierwszym. Po rozpadzie sułtanatu Rum miasto pod koniec XIV w. znalazło się w imperium osmańskim. W 1402 Timur odebrał je Osmanom po bitwie pod Ankarą, ale już w 1403 zostało odzyskane.

### Czasy najnowsze
Po upadku Imperium Osmańskiego po I wojnie światowej jego stolica – Stambuł – oraz większość Anatolii była okupowana przez aliantów zamierzających podzielić kraj między Wielką Brytanię, Francję, Włochy i Grecję. W odpowiedzi przywódca ruchu narodowego – Mustafa Kemal Atatürk – ustanowił Ankarę swą siedzibą w 1920 roku. W mieście tym funkcjonowały Wielkie Zgromadzenie Narodowe Turcji, rząd kemalistowski oraz sztab generalny Sił Narodowych. Stolica ruchu narodowowyzwoleńczego została obroniona przed armią grecką nad rzeką Sakarya w pierwszych dniach września 1921.
Po wygranej wojnie o niepodległość, kiedy ustanowiono Republikę Turcji (29 października 1923), kilka dni wcześniej (13 października) Ankara stała się stolicą państwa, co przyczyniło się do dalszego rozwoju miasta oraz jego podziału na starą część, zwaną Ulus, oraz nową – Yenişehir. Nowe dzielnice, których centrum stanowi dzisiaj Kızılay, charakteryzują się typową zabudową miast współczesnych: szerokimi ulicami, hotelami, teatrami, centrami handlowymi. Siedziba rządu i ambasad znajduje się również w nowej części miasta.
Od czasu awansowania do roli stolicy Ankara przeżyła gwałtowny rozwój. Z niewielkiej miejscowości z 35 tys. mieszkańców w 1924 roku zamieniła się w wielką metropolię. W 1927 w stolicy żyło już 44 553 osób, a w 2007 roku miała ona ponad 4 miliony mieszkańców.

## Klimat
Klimat Ankary jest suchy, kontynentalny, z zimnymi, śnieżnymi zimami oraz gorącym i suchym latem. Opady deszczu występują głównie wiosną i jesienią. Roczna suma opadów wynosi średnio 415 mm.
| Miesiąc                                                         | Sty   | Lut   | Mar   | Kwi  | Maj  | Cze  | Lip  | Sie  | Wrz  | Paź  | Lis   | Gru   | Roczna |
| --------------------------------------------------------------- | ----- | ----- | ----- | ---- | ---- | ---- | ---- | ---- | ---- | ---- | ----- | ----- | ------ |
| Rekordy maksymalnej temperatury [°C]                            | 11,1  | 17,7  | 27,2  | 27,7 | 31,1 | 38,8 | 37,2 | 42,2 | 33,3 | 30,0 | 21,1  | 17,2  | 42,2   |
| Średnie temperatury w dzień [°C]                                | 1,6   | 4,4   | 10,0  | 15,5 | 20,0 | 24,4 | 27,7 | 28,3 | 24,4 | 18,3 | 10,5  | 4,4   | 16,1   |
| Średnie temperatury w nocy [°C]                                 | -6,6  | -5,0  | -1,6  | 3,3  | 6,6  | 9,4  | 12,7 | 12,7 | 8,3  | 3,8  | -1,1  | -3,3  | 3,3    |
| Rekordy minimalnej temperatury [°C]                             | -31,1 | -31,1 | -27,2 | -7,2 | -6,1 | 0,5  | 3,8  | 3,8  | -2,2 | -8,8 | -12,2 | -17,2 | −31,1  |
| Opady [mm]                                                      | 40    | 31    | 36    | 51   | 52   | 39   | 17   | 15   | 18   | 32   | 36    | 48    | 415    |
| Średnia liczba dni śnieżnych                                    | 13    | 10    | 6     | 1    | 0    | 0    | 0    | 0    | 0    | 0    | 3     | 9     | 42     |
| Średnia liczba dni z opadami                                    | 16    | 15    | 15    | 17   | 17   | 13   | 7    | 5    | 5    | 10   | 12    | 16    | 148    |
| Źródło: Weatherbase i Devlet Meteoroloji İşleri Genel Müdürlüğü |       |       |       |      |      |      |      |      |      |      |       |       |        |

## Zabytki
- Ruiny budowli rzymskich:
  - świątynia bogini Romy i cesarza Augusta (25–20 p.n.e., Augustus Tapınağı) – znana z Res gestae Divi Augusti („Monumentum Ancyranum”), gdyż na jednej z jej ścian natrafiono na tekst dokumentu Oktawiana Augusta. Świątynia bogini Romy i cesarza

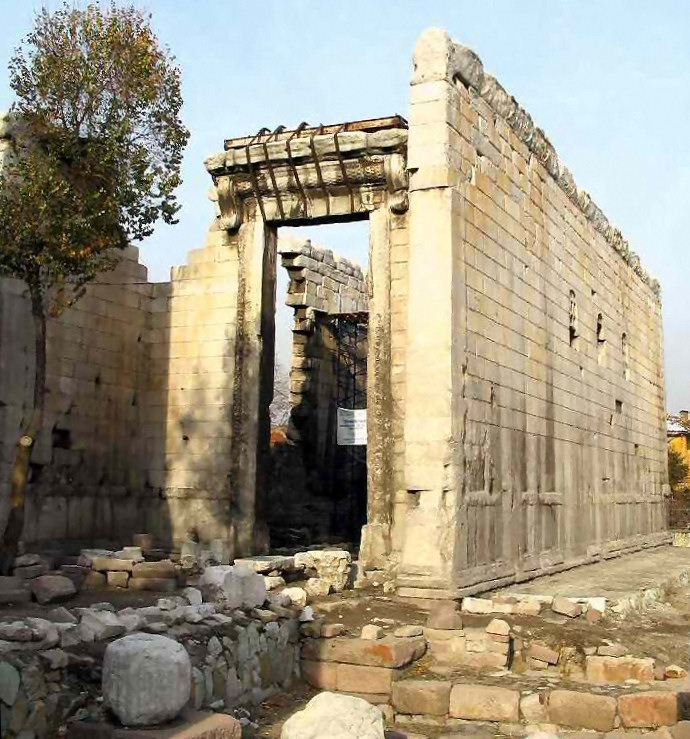
Świątynia bogini Romy i cesarza

  - łaźnie rzymskie (212–217, Roma Hamamları) – z których pozostały jedynie fundamenty, ukazujące jednak typowe rozplanowanie podobnych obiektów: frigidarium, tepidarium, calidarium. Zbudowano je za cesarza Karakalli w III w. n.e.
  - kolumna cesarza Juliana Apostaty z ok. 360 r. n.e. (Jülyanüs Sütunu)
  - bizantyńskie mury obronne z cytadelą (Ankara Kalesi) – budowa cytadeli została rozpoczęta przez Galatów, a ukończona przez Rzymian. W okresie bizantyńskim oraz Imperium osmańskiego przeprowadzano renowacje i przebudowy. Sama cytadela i jej okolice stanowią najstarszą część miasta; w pobliżu teatr rzymski, na którego terenie nadal prowadzone są prace archeologiczne.
- Meczety:
  - Arslanhane Camii (1290) – drewniany meczet hypostylowy wpisany w 2023 roku na listę UNESCO[8]
  - Hacı Bayram Camii (1429) – meczet w dzielnicy Ulus w pobliżu świątyni Augusta i Romy.
- Inne:
  - Pomnik Zwycięstwa (Zafer Anıtı) – przedstawiający Atatürka, wzniesiony w 1927 roku na Placu Zwycięstwa.
  - Pomnik „Bezpiecznej i pewnej przyszłości” – w parku Güven w pobliżu Placu Kızılay, wzniesiony w 1936 z napisem-przesłaniem Atatürka do Turków: „Bądźcie dumni, ciężko pracujcie i wierzcie w siebie!”
  - Pomnik Hetycki – wzniesiony w 1970 roku na Placu Szyickim dla uczczenia najwcześniejszej cywilizacji w Anatolii.

## Muzea

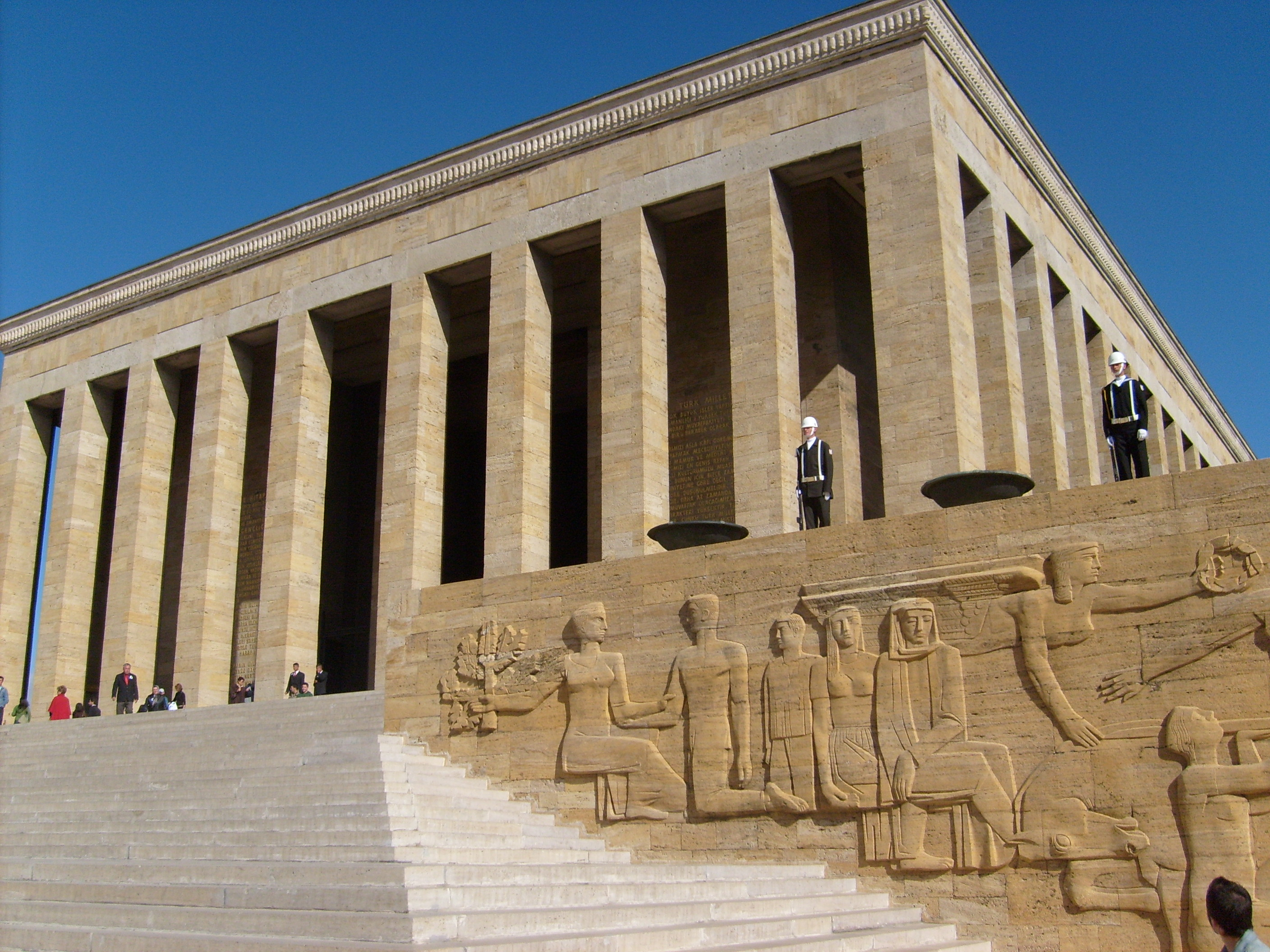
Mauzoleum Atatürka

- Mauzoleum i muzeum Atatürka (Anıtkabir) – zostało zaprojektowane przez Emina Onata oraz Orhana Arda, którzy wygrali konkurs ogłoszony przez rząd turecki w 1941 roku. Oprócz Atatürka spoczywa tutaj również Ismet Inönü – drugi prezydent Republiki Turcji. Jego grób znajduje się naprzeciwko wejścia do mauzoleum Atatürka. Kamienie i marmur użyte przy budowie mauzoleum zostały sprowadzone z wszystkich części Turcji, w hołdzie Atatürkowi od narodu tureckiego. Anıtkabir składa się z czterech części: Alei Lwów, Miejsca Ceremonii, Hali Honoru (miejsca, pod którym znajduje się grobowiec) oraz Parku Pokoju otaczającego Mauzoleum. Anıtkabir jest widoczne prawie z całej Ankary.
- Muzeum Cywilizacji Anatolijskich (Anadolu Medeniyetleri Müzesi) – w przeszłości był to kryty bazar.
- Muzeum Etnograficzne (Etnografya Müzesi)
- Muzeum Malarstwa i Rzeźbiarstwa (Resum ve Heykel Müzesi)
- Muzeum Wojny o Niepodległość (Kürtülüs Savası Müzesi)
- Muzeum Kolejnictwa – znajduje się w kilku punktach na dworcu kolejowym, tak że zwiedzając muzeum, zwiedza się jednocześnie sam dworzec. Jednym z punktów zwiedzania jest dom, w którym mieszkał Atatürk podczas swojego pobytu w Ankarze w latach 1919–1921.
- Cer Modern – centrum sztuki nowoczesnej

## Parki
Ankara słynie ze swoich parków, założonych głównie we wczesnych latach Republiki. Do najważniejszych należą:
- Gençlik Park, założony w 1943 roku na 38 hektarach, jest pełen zieleni i stawów. Znajdują się w nim również: park rozrywki, herbaciarnie, kawiarnie i teatr na wolnym powietrzu.
- Park Botaniczny przy ulicy Cinnah, zapoczątkowano go w latach siedemdziesiątych, chcąc zebrać w jednym miejscu florę z całego świata.
- Park Seymenler – położony w dolinie; w jego wyższej części, w pobliżu Pałacu Prezydenckiego znajduje się amfiteatr, niższa, poprzecinana licznymi alejkami jest miejscem spotkań matek z dziećmi i właścicieli psów.
- Park Kuğulu – nazwany od licznych łabędzi tu mieszkających (kuğu = łabędź), otrzymanych w darze od chińskiego rządu.
- Park Kurtuluş
- Park Güven
- Park Altın – założony w latach sześćdziesiątych, na dawnym polu golfowym. Dzisiaj jest to jeden z największych parków w okolicach Ankary. Ma powierzchnię 640 000 metrów kwadratowych. Miejsce wystaw, targów, mieszczą się tam: centrum sportowe, amfiteatr, restauracje, ogród botaniczny.
- Harikalar Diyarı – uznawany za największy park w Europie w granicach miasta. Położony jest na powierzchni 1 200 000 metrów kwadratowych, w tym 771 000 to tereny zielone. Znajduje się w nim półkryty amfiteatr, dwanaście kin, sala konferencyjna, miejsce zabaw dla dzieci, kompleksy sportowe, kawiarnie, miejsca piknikowe, korty tenisowe, baseny, ścieżki rowerowe. Dla dzieci stworzono „Baśniową Wyspę” na powierzchni 25 000 metrów kwadratowych.

## Kultura i sztuka
- Opera – kierowana przez Narodową Dyrekcję Opery i Baletu, mającą swoją siedzibę w Ankarze: Opera w Ankarze

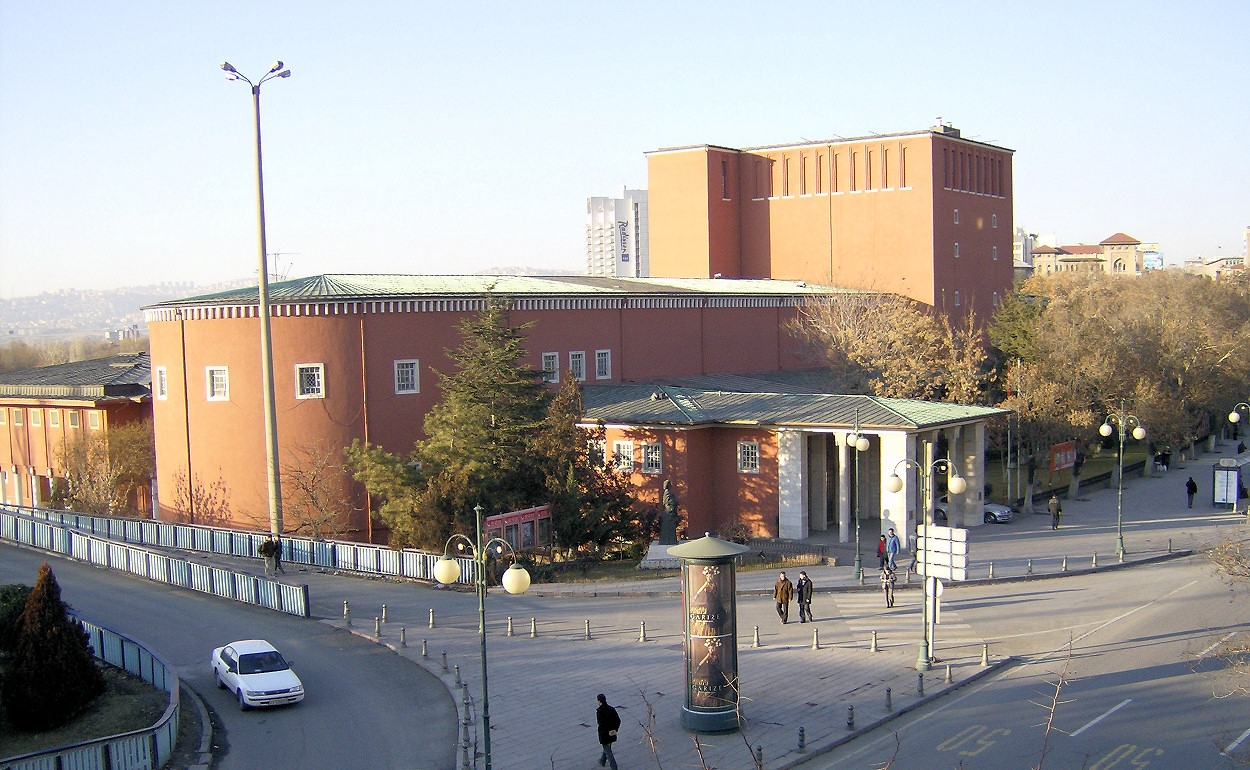
Opera w Ankarze

  - Opera Sahnesi/Büyük Tiyatro – największa scena operowa w Ankarze, założona w 1948 roku.
  - Leyla Gencer Sahnesi – nazwana tak po sławnej sopranistce Leyli Gencer (turecko-polskiego pochodzenia).
  - Operet Sahnesi
- Teatry – ich dyrekcja znajduje się w Ankarze:
  - 125. Yıl Çayyolu Sahnesi Dyrekcja Teatrów oraz siedziba Küçük Tiyatro i Oda Tiyatrosu
  - Büyük Tiyatro,
  - Küçük Tiyatro,
  - Şinasi Sahnesi,
  - Akün Sahnesi,
  - Altındağ Tiyatrosu,
  - İrfan Şahinbaş Atölye Sahnesi,
  - Oda Tiyatrosu,
  - Mahir Canova Sahnesi,
  - Muhsin Ertuğrul Sahnesi

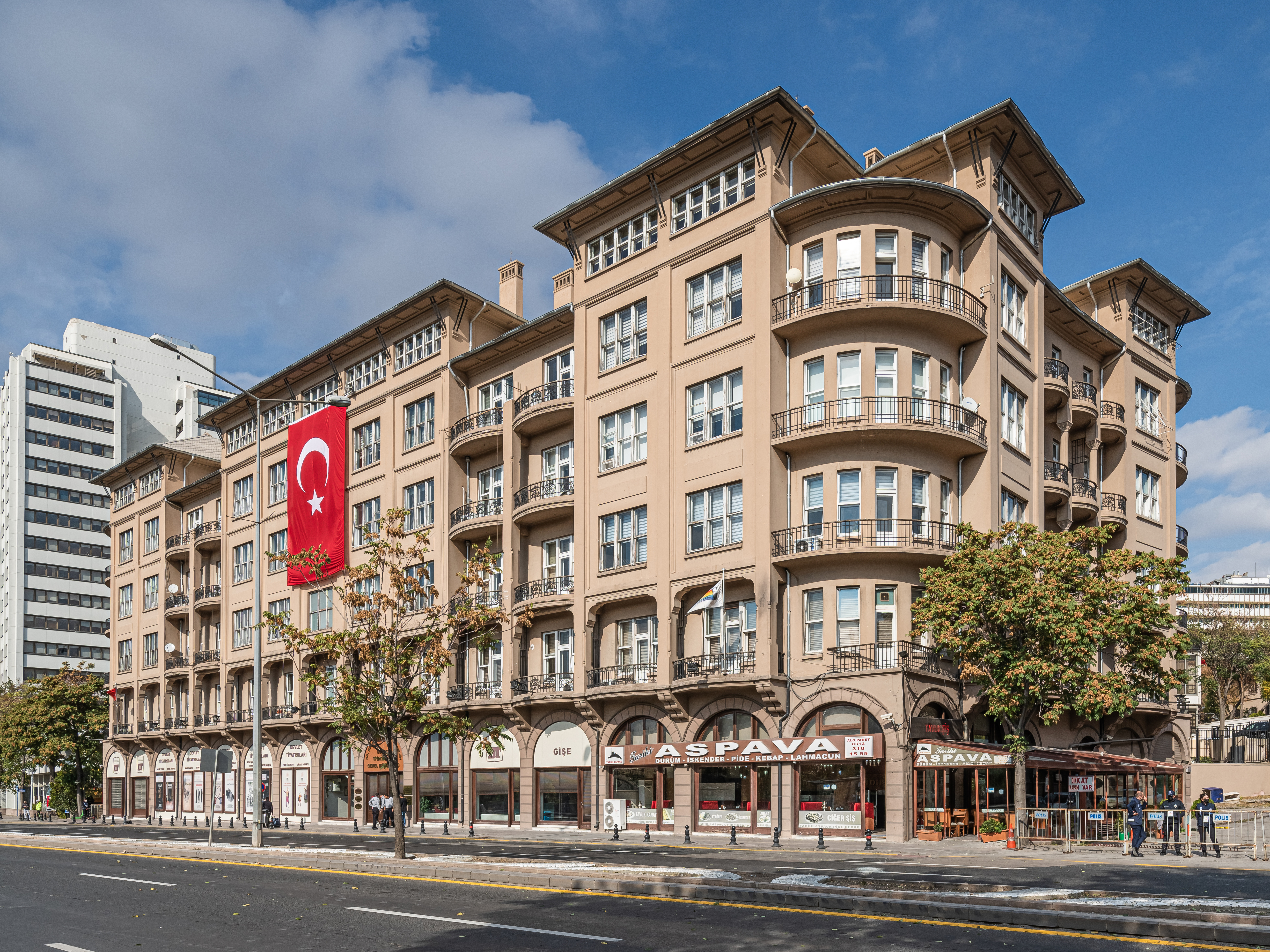
Dyrekcja Teatrów oraz siedziba Küçük Tiyatro i Oda Tiyatrosu

oprócz tego w Ankarze funkcjonują również prywatne teatry.
- Orkiestry:
  - Cumhurbaşkanlığı Senfoni Orkestrası (Prezydencka Orkiestra Symfoniczna) – jej korzenie sięgają jeszcze czasów Imperium Osmańskiego, po ustanowieniu republiki, orkiestra przeniosła się ze Stambułu do Ankary na polecenie Atatürka
  - Bilkent Senfoni Orkestrası (Uniwersytetu Bilkent) – założona w 1993 roku
  - Hacettepe Senfoni Orkestrası (Uniwersytetu Hacettepe) – założona w 2003 roku
  - Orkestra Akademik Başkent
  - Başkent Oda Orkestrası
- Sale koncertowe:
  - CSO Konser Salonu
  - Bilkent Konser Salonu
  - MEB Şura Salonu
  - Çankaya Çağdaş Sanatlar Merkezi Konser Salonu
- Festiwale
  - Festiwal Filmowy w Ankarze
  - Międzynarodowy Muzyczny Festiwal w Ankarze
  - Ankara Caz Festivali (Ankara Jazz Festiwal)
- Biblioteki
  - Biblioteka Prezydencka (Turcja)
  - Turecka Biblioteka Narodowa

## Oświata
- Uniwersytety
  - Uniwersytet w Ankarze (Ankara Üniversitesi) – został założony jako pierwszy w Republice Tureckiej – w 1946 roku i jest równocześnie najstarszym uniwersytetem w Ankarze.
  - Uniwersytet Atılım (Atılım Üniversitesi) – prywatny uniwersytet założony w 1996 roku. Wykłady prowadzone są w większości w języku angielskim.
  - Uniwersytet Başkent (Başkent Üniversitesi) – założony w 1994 roku, uniwersytet posiada również Centra: Medyczne, Badań oraz Dializ.
  - Uniwersytet Bilkent (Bilkent Üniversitesi) – pierwszy prywatny uniwersytet w Turcji, założony w 1984 roku. Jego powstanie zostało zaaprobowane przez parlament, dając jednocześnie podstawę prawną do powstawania podobnych instytucji w kraju. Sama nazwa uniwersytetu oznacza „miasto wiedzy” (Bilim Kenti). Obecnie uniwersytet ten jest najbardziej prestiżowym uniwersytetem w kraju i równocześnie jednym z najlepszych na świecie.
  - Uniwersytet Çankaya (Çankaya Üniversitesi) – założony w 1997 roku.
  - Uniwersytet Gazi (Gazi Üniversitesi) – założony w 1926 roku przez Atatürka jako Instytut Szkolnictwa Nauczycieli Gazi. W 1982 roku połączono go z innymi szkołami, tworząc pełnoprawny uniwersytet.
  - Uniwersytet Hacettepe (Hacettepe Üniversitesi) – uniwersytet posiada dwa oddzielne kampusy. Jeden z nich jest położony w starej części Ankary i mieści Centrum Medyczne, drugi zaś – Kampus Beytepe mieści się 13 km za miastem.
  - Bliskowschodni Uniwersytet Techniczny (Orta Doğu Teknik Üniversitesi, ODTÜ) (ang. Middle East Technical University, METU) – oficjalnym językiem uniwersytetu jest język angielski, zarządza również krajową domeną najwyższego poziomu. Badania prowadzone na tym uniwersytecie skupiają się głównie na inżynierii i naukach przyrodniczych.
  - TOBB Uniwersytet Ekonomiczny i Technologiczny (TOBB Ekonomi ve Teknoloji Üniversitesi) – założony w 2003 roku.
  - Uniwersytet Ufuk (Ufuk Üniversitesi) – założony w 1999 roku.
  - Wydział Medyczny Gülhane Uniwersytetu Nauk o Zdrowiu (Sağlik Bilimler Üniversitesi) przy Szpitalu Kliniczno-Dydaktycznym Gülhane (do 24.11.2016 Wojskowa Akademia Medyczna Gülhane, GATA)[9]
  - Turecka Akademia Wojskowa (Kara Harp Okulu)
  - Państwowa Turecka Akademia Policyjna (Polis Akademisi) w Gölbaşı, założona w 1937 roku (obecnie obejmuje Centrum Szkolenia Policji, Centrum Szkolenia Dowódców Policji, Centrum Szkolenia Zawodowego Policji, Wyższą Szkołę Policyjną, Instytut Nauk Bezpieczeństwa i Instytut Nauk Kryminalistycznych)[10].

## Handel
Dzielnicą z tradycyjnymi sklepami jest Ulus. Turyści chętnie odwiedzają Çıkrıkçılar Yokuşu (Ulicę tkaczy), na której znajduje się wiele antykwariatów oraz sklepów z tradycyjnymi wyrobami tureckimi. Na bazarze zwanym Bakırcılar Çarşısı można znaleźć między innymi wyroby miedziane, dywany, biżuterię, antyki, ubrania czy wyroby hafciarskie.
Współczesne sklepy zlokalizowane są głównie w dzielnicy Kızılay oraz alei Tunalı Hilmi. Znajduje się tu centrum handlowe Karum. W Çankayi znajduje się Atakule – wieża zbudowana w 1989 roku o wysokości 125 m z restauracją i kawiarnią na szczycie oraz punktem widokowym. Było to pierwsze centrum handlowe Ankary. W Atakule znajdowało się ponad 150 sklepów, restauracje, kawiarnie oraz kino.
Mesa Plaza, Ankuva, Anka Mall, Kentpark, Cepa, Gordion, Panora oraz Armada to wielkie centra handlowe w dzielnicach mieszkalnych Ankary. Znajdują się w nich setki sklepów, kina, restauracje, kawiarnie.

## Transport
- Port lotniczy Esenboğa (ESB) jest położony 28 km na północ od centrum miasta (Kızılay). Jest jednym z największych portów lotniczych w Turcji. Między lotniskiem a miastem kursują co pół godziny autobusy – Havaşu.
- Terminal autobusów międzymiastowych w Ankarze (AŞTİ). Mieści się na zachód od Kızılay i łączy Ankarę z praktycznie wszystkimi miastami w Turcji. Terminal zbudowany jest jak lotnisko – z odjazdami na górnym poziomie i przyjazdami na dolnym. Autobusy są najpopularniejszym sposobem podróżowania w Turcji.
- Kolej – głównym dworcem w Ankarze jest dworzec kolejowy (Gar) w Ulus obsługiwany przez Tureckie Koleje Państwowe (Türkiye Cumhuriyeti Devlet Demiryolları, TCDD). Obecnie konwencjonalna kolej kursuje z Ankary do Eskişehir, Kırıkkale, Kayseri, Sivas, Kars, Diayrbakır, Batman, Kurtalan (Siirt), Tatvan (Bitlis)[11].
- Szybka kolej, Yüksek Hız Trenı (YHT) – kolej dużej prędkości, poruszająca się z prędkością maks. 250–300 km/h (w zależności od modelu składu)[12]. YHT łączy obecnie Ankarę ze Stambułem, Eskişehirem i Konyą, a nowe trasy pomiędzy Afyon, İzmirem, Yozgat, Sivas i Karaman są w trakcie budowy[13]. W Ankarze nowy dworzec szybkiej kolei, otwarty 29.10.2016, zlokalizowany jest za starym dworcem kolejowym w dzielnicy Ulus[14][15]. Drugą stacją YHT w Ankarze jest Sincan (w planie jest przeniesienie stacji YHT z Sincan do nowo wybudowanego kompleksu techniczno-szkoleniowego YHT w Eryaman/Etimesgut)[16].
- Metro w Ankarze ma obecnie 3 linie (łącznie z lekką koleją Ankaray): Linia zielona (Ankaray) z terminala autobusowego AŞTİ, przez Kızılay do Dikimevi. Linia czerwona (M1) biegnie z Batıkent, do Kızılay. Linia niebieska (M2) z Koru przez Çayyolu, Ümitköy, ODTÜ do Kızılay. Linia granatowa (M3) z OSB Torekent przez Sincan, Eryaman do Batıkent. W styczniu 2017 planowane jest otwarcie linii M4 (Kızılay-Gazino/Keçiören), a w przyszłości linii M5 (Kızılay-Esenboğa).
Oprócz tego jest też linia kolejki linowej (Teleferik) pomiędzy Şentepe-Yenimahalle o długości 3,2 km[17].
- Dolmuş – specyficzny dla Turcji sposób podróżowania. Są to zbiorowe taksówki – minibusy lub samochody podróżujące po wyznaczonych trasach. Cena jest zależna od odległości. Nie ma ustalonych przystanków.
- Taksówki. Żółte, z literą T.
- Kolej podmiejska (Banliyö Trenı). Linia biegnie z zachodu z Sincan na wschód do Kayaş.

## Miasta partnerskie
- Aszchabad
- Baku
- Bangkok
- Bourg-en-Bresse
- Bukareszt
- Chartum
- Hanoi
- Hawana
- Islamabad
- Kair
- Kijów
- Kuala Lumpur
- Kuwejt
- La Paz
- Manama
- Mogadiszu
- Moskwa
- Astana
- Pekin
- Prisztina
- Santiago
- Sarajewo
- Seul
- Skopje
- Sofia
- Sziraz
- Tbilisi
- Tirana
- Waszyngton